# La stânga și la dreapta
| s a s b s c s d s e s f s g …                                                                         | a t b t c t d t e t f t g t … |
| Înmulțire la stânga cu s și înmulțire la drepta cu t. O notație abstractă fără vreun sens particular. |                               |

În algebră termenii la stânga și la dreapta arată ordinea unei operații binare (de obicei, dar nu întotdeauna, numită „înmulțire”) în  structuri algebrice necomutative. O operație binară {\displaystyle *} este de obicei scrisă în forma infixată:
{\displaystyle s*t}
Argumentul s este plasat în partea stângă, iar argumentul t este în partea dreaptă. Dacă ∗ nu este comutativă, atunci ordinea lui s și t contează, chiar dacă simbolul operației este omis.
O proprietate bilaterală este îndeplinită pe ambele părți. O proprietate unilaterală este legată de una dintre cele două laturi, nespecificat care.
Deși termenii sunt similari, în limbajul algebric distincția la stânga / la dreapta nu este legată nici de limitele la stânga sau la dreapta⁠(d) din analiză, nici cu stânga și dreapta din geometrie.

## Operația binară ca operator
O operație binară {\displaystyle *} poate fi considerată o familie parametrică de operatori unari prin evaluarea succesivă a operatorilor:
{\displaystyle R_{t}(s)=s*t,}
în funcție de t ca parametru – aceasta este familia de operații la dreapta. Similar,
{\displaystyle L_{s}(t)=s*t}
definește familia de operații la stânga parametrizate cu s.
Dacă pentru unele e, operația la stânga {\displaystyle L_{e}} este operația de identitate, atunci e se numește element neutru la stânga. Similar, dacă {\displaystyle R_{e}=id}, atunci e este element neutru la dreapta.
În teoria inelelor⁠(d) un subinel care este invariant⁠(d) pentru orice înmulțire la stânga într-un inel se numește ideal stâng. Similar, un subinel invariant pentru orice înmulțire la dreapta un ideal drept.

## Module la stânga și la dreapta
Peste inele necomutative⁠(d), distincția stânga-dreapta se aplică modulelor⁠(d), și anume pentru a specifica partea în care apare un scalar (element de modul) în înmulțirea cu un scalar.
| Modul la stânga                                          | Modul la dreapta                                         |
| -------------------------------------------------------- | -------------------------------------------------------- |
| s(x + y) = sx + sy (s1 + s2)x = s1x + s2x s(tx) = (s t)x | (x + y)t = xt + yt x(t1 + t2) = xt1 + xt2 (xs)t = x(s t) |

Distincția nu este pur sintactică, deoarece se obțin două reguli de asociativitate diferite (cele din rândul de jos din tabel) care leagă înmulțirea într-un modul cu înmulțirea într-un inel.

## În teoria categoriilor
În teoria categoriilor expresia „la stânga este ca la dreapta” are o oarecare asemănare cu limbajul algebric, dar se referă la partea din stânga, respectiv din dreapta a morfismelor.